# Hjalmar Heiberg
Hjalmar Heiberg (født 26. september 1837 i Kristiania, død 25. september 1897 sammesteds) var en norsk læge. Han var søn af lægen Christen Heiberg.
Heiberg blev cand. med. 1862, vandt 1866 den Skjelderupske guldmedalje for et arbejde om ciliarmusklens anatomi, histologi og fysiologi, og var 1867—1869 assistent hos prosektor ved Rigshospitalet. Han studerede patologisk anatomi, embryologi og fysiologisk kemi i udlandet 1869—1870 og blev professor i patologisk anatomi og bakteriologi 1870, fra 1875 tillige i retsmedicin. Som bakteriolog var han blandt de første, der påviste mikrober i organvæv (1869), og undersøgelser, han foretog sammen med Emanuel Winge, over et tilfælde af malign endokardit, var grundlæggende for læren om blodforgiftning og barselfeber (Die puerperalen und pyämischen Processe, 1873). Han beviste også eksperimentelt, at epitelceller kun regenereres fra epitel, ikke fra bindevæv (Om Regeneration af Hornhindeepitelet, 1871). Heiberg trådte ofte i marken til fordel for hygiejniske reformer (renovationsvæsenet i Kristiania) og virkede meget for en ordning af Norges veterinære forhold. Af hans betydelige litterære virksomhed mærkes: Et aabent Saftkanalsystem i Slimhinderne (Nordiskt medicinskt arkiv, IV), Om Tuberkulose (1882), Die Tuberkulose in ihrer anatomischen Ausbreitung (1882), og forskellige bidrag til Klinisk Aarbog. Heiberg hædredes 1895 med et festskrift fra elever.